# Thrincophora cerasta
Thrincophora cerasta es una especie de mariposa del género Thrincophora, familia Tortricidae.
Fue descrita científicamente por Walker en 1863.